# Weißfäule

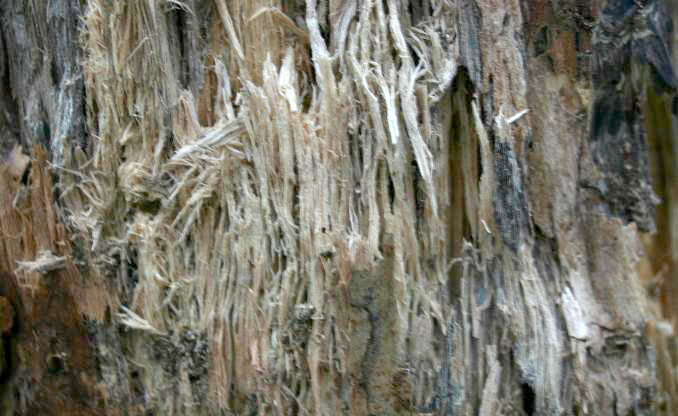
Weißfäule durch Ligninzersetzung

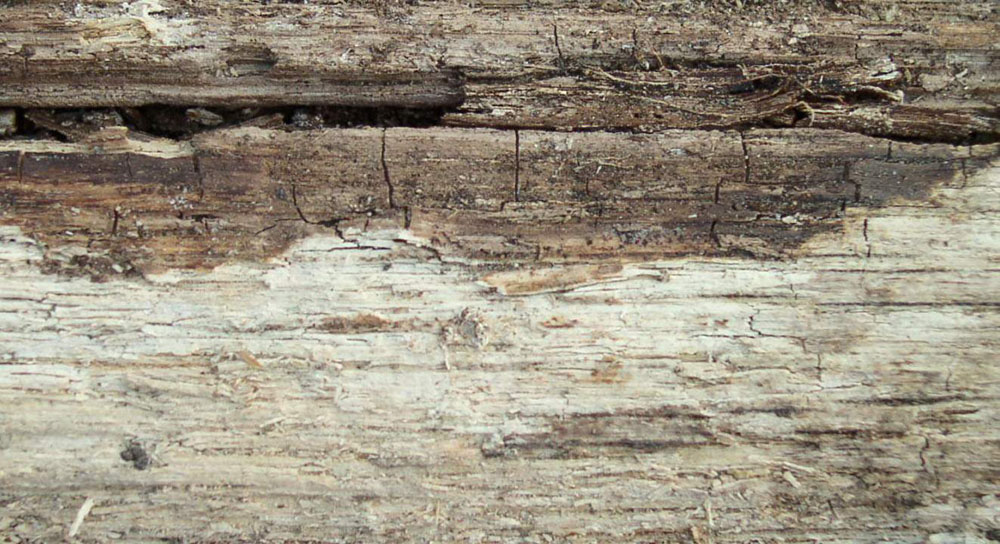
Durch Weißfäule (unten) und Braunfäule (oben) geschädigtes Holz

Violettrandige Tramete auf liegendem Totholz

Als Weißfäule (auch Korrosionsfäule) wird der Prozess des Ligninabbaus in holzigen Pflanzen durch Pilze bezeichnet. Diese Art der Holzfäule ist nur unter den Ständerpilzen der Klasse Agaricomycetes zu finden. Weißfäule ist der einzige bekannte Weg, auf dem Organismen Lignin und verwandte Verbindungen zersetzen, um sie für ihren Stoffwechsel zu verwenden. Makroskopische Symptome von Weißfäule sind vor allem die Weißfärbung des befallenen Holzes, seine Zerfaserung und ein damit einhergehender Verlust an Stabilität. Die für Weißfäule nötigen biochemischen Grundlagenprozesse – unter anderem die Produktion des Enzyms Laccase – traten wahrscheinlich das erste Mal gegen Ende des Karbons (vor rund 300 Millionen Jahren) auf. Gleichzeitig nahm die Ablagerung von Lignin in Form heutiger Steinkohle stark ab. Das Aufkommen von Weißfäule wird deshalb als eine Ursache für diesen Rückgang gesehen. Aus holzwirtschaftlicher Sicht sind Weißfäulepilze Schädlinge, weil sie zur Holzgewinnung geeignete Bäume schädigen und bereits gewonnenes Holz entwerten können.

## Verlauf und Symptome
Die Holzzerstörung kann schon am lebenden Stamm auftreten, vor allem an Laubholz. Weißfäulepilze sind dazu befähigt Cellulose, Hemicellulose und Lignin abzubauen. Man unterscheidet hierbei zwischen selektivem (sukzessivem) und simultanem Abbau. Bei der selektiven Weißfäule werden Lignin (und Hemicellulose) anfänglich stärker abgebaut als Cellulose. Hierdurch wirkt das Holz eher hell / weiß. Die simultane Weißfäule ist durch den gleichzeitigen Abbau aller drei Zellwandkomponenten gekennzeichnet, wodurch das Holz eher dunkler erscheint. Im Gegensatz zur Weißfäule zerstören Braunfäulepilze vorwiegend den Celluloseanteil.
Bei einer Weißfäule-Erkrankung bleibt das Holzgefüge weitgehend erhalten, das Holz wird jedoch heller, leichter, faseriger und stockig. Es entsteht eine gleichmäßige weißlich-graue Verfärbung, das Holz verliert an Glanz. Charakteristisch sind dunkle Linien, welche die befallenen von den gesunden Teilen abgrenzen. Diese sogenannten Demarkationslinien erlauben dem Pilz, die Feuchtigkeit im Holz zu regulieren.
Im Endstadium ist das Holz „schwammig“, oft mit marmorartigen Streifen.
Nach EN 335:2013 „Dauerhaftigkeit von Holz und Holzprodukten“ ist für die Entwicklung von Pilzen üblicherweise eine Holzfeuchte von mehr als 20 % erforderlich. Weißfäule findet sich außer am lebenden Baum auch in Lagerholz. In Gebäuden kann Weißfäule zum Beispiel im Bereich von schadhaften Dächern oder Sanitäranlagen auftreten. Von Weißfäule befallene Stämme sind als Bauholz nicht mehr zu verwerten.

### Sonderformen der Weißfäule
Eine Sonderform der Weißfäule ist die Weißlochfäule oder Wabenfäule. Sie bewirkt einen ungleichmäßigen Abbau des Lignins und tritt hauptsächlich im Kern lebender Nadel- und Laubbäume auf. Unter anderen wird die Weißlochfäule vom Kiefern-Feuerschwamm (Phellinus pini) und durch den Gemeinen Mosaikschichtpilz (Xylobolus frustulatus) hervorgerufen. Die Weißlochfäule ist erkennbar an den kleinen, oft linsenförmigen und anfangs mit weißen Faserresten ausgefüllten, später meist leeren, lochartigen Höhlungen.

## Evolution und Erreger
Weißfäule als Stoffwechselart tritt ausschließend bei Pilzen der Klasse Agaricomycetes auf. Die basale Gruppe, die hierzu in der Lage ist, sind die Ohrlappenpilzartigen (Auriculariales). Weißfäule tritt sowohl bei basalen als auch bei abgeleiteten Gruppen der Klasse auf, diese Kladen sind aber nicht unbedingt nächste Verwandte. Weißfäule ist vielmehr ein ursprüngliches Merkmal der Agaricomycetes, das von einigen Seitenzweigen beibehalten und von anderen zugunsten von Braunfäule oder Mykorrhizabildung weitgehend aufgegeben wurde. Das erste Mal trat sie wahrscheinlich vor rund 300 Millionen Jahren auf. Sie erlaubte dem Vorfahren der heutigen Agaricomycetes, Lignin als Ressource zu nutzen und so eine bislang unbesetzte Nische für sich in Anspruch zu nehmen.
Neue Untersuchungen legen einen Zusammenhang nahe zwischen der Bildung mächtiger Kohleflöze und der Evolution von Weißfäule. Im Karbon gab es keine Lebewesen, die Lignin abbauen konnten. Erst im Perm entwickelten sich Weißfäulepilze, die Lignin zersetzten. In der Zeit danach konnte sich Kohle nur noch unter Luftabschluss bilden.
Zu den Pilzgruppen, die Weißfäule  verursachen, zählen neben den Ohrlappenpilzartigen (Auriculariales) die Borstenscheiblingsartigen (Hymenochaetales), die Prachtrindenpilzartige (Corticiales), verschiedene Zweige der Stielporlingsartigen (Polyporales), die Täublingsartigen (Russulales) sowie einige Vertreter der Champignonartigen (Agaricales).